# Odontonema lucidum
Odontonema lucidum là một loài thực vật có hoa trong họ Ô rô. Loài này được (Andrews) Nees mô tả khoa học đầu tiên năm 1842.